# 小泉洋 (音楽プロデューサー)
小泉 洋（こいずみ ひろし、1945年8月27日 - ）は、日本の音楽プロデューサー。埼玉県出身、慶應義塾大学経済学部卒業。

## 経歴
・ 慶應義塾大学卒業後 1968年東芝EMI(当時:東芝音楽工業)入社
　最終役職の常務取締役を担当するまで氷室京介ソロデビューの初代A&Rなど数多くのヒット作品に携わる。(氷室ソロアルバム「NEO FASCIO」、BOØWY のライブアルバム「 “LAST GIGS” 」オリジナル盤等)
・1997年より ユニバーサルビクターにて専務取締役を担当
・2000年より　ユニバーサルミュージックにて執行役員を担当
・2004年～2007年 株式会社エムティーアイ(music.jp運営会社)の執行役員常務／music.jp事業本部コンテンツ獲得グループ統括を担当
・2008年より 株式会社エムティーアイ,株式会社インクストゥーエンター, 株式会社トイズファクトリーの特別顧問担当
・2009年より現在まで　株式会社アップライツ顧問取締役
・2016年より 株式会社アップドリーム,株式会社テイチクエンタテインメントの顧問を歴任